# Éterville
Éterville és un municipi francès situat al departament de Calvados i a la regió de Normandia. L'any 2007 tenia 1.351 habitants.

## Demografia

### Població
El 2007 la població de fet d'Éterville era de 1.351 persones. Hi havia 452 famílies de les quals 52 eren unipersonals (20 homes vivint sols i 32 dones vivint soles), 144 parelles sense fills, 228 parelles amb fills i 28 famílies monoparentals amb fills.
La població ha evolucionat segons el següent gràfic:
Habitants censats

### Habitatges
El 2007 hi havia 472 habitatges, 462 eren l'habitatge principal de la família, 6 eren segones residències i 4 estaven desocupats. 449 eren cases i 22 eren apartaments. Dels 462 habitatges principals, 357 estaven ocupats pels seus propietaris, 100 estaven llogats i ocupats pels llogaters i 5 estaven cedits a títol gratuït; 8 tenien una cambra, 6 en tenien dues, 47 en tenien tres, 92 en tenien quatre i 309 en tenien cinc o més. 408 habitatges disposaven pel capbaix d'una plaça de pàrquing. A 147 habitatges hi havia un automòbil i a 305 n'hi havia dos o més.

### Piràmide de població
La piràmide de població per edats i sexe el 2009 era:
| Homes | Edats   | Dones |
| ----- | ------- | ----- |
| 0     | 95 o +  | 0     |
| 0     | 90 a 94 | 0     |
| 4     | 85 a 89 | 8     |
| 4     | 80 a 84 | 8     |
| 0     | 75 a 79 | 0     |
| 4     | 70 a 74 | 8     |
| 24    | 65 a 69 | 20    |
| 12    | 60 a 64 | 16    |
| 8     | 55 a 59 | 20    |
| 24    | 50 a 54 | 20    |
| 72    | 45 a 49 | 40    |
| 84    | 40 a 44 | 72    |
| 36    | 35 a 39 | 48    |
| 32    | 30 a 34 | 44    |
| 12    | 25 a 29 | 28    |
| 24    | 20 a 24 | 20    |
| 56    | 15 a 19 | 60    |
| 68    | 10 a 14 | 40    |
| 32    | 5 a 9   | 32    |
| 32    | 0 a 4   | 24    |

## Economia
El 2007 la població en edat de treballar era de 902 persones, 703 eren actives i 199 eren inactives. De les 703 persones actives 662 estaven ocupades (336 homes i 326 dones) i 41 estaven aturades (18 homes i 23 dones). De les 199 persones inactives 62 estaven jubilades, 97 estaven estudiant i 40 estaven classificades com a «altres inactius».

### Ingressos
El 2009 a Éterville hi havia 453 unitats fiscals que integraven 1.362 persones, la mediana anual d'ingressos fiscals per persona era de 22.591 €.

### Activitats econòmiques
Dels 48 establiments que hi havia el 2007, 1 era d'una empresa extractiva, 2 d'empreses de fabricació d'altres productes industrials, 12 d'empreses de construcció, 12 d'empreses de comerç i reparació d'automòbils, 4 d'empreses de transport, 3 d'empreses d'hostatgeria i restauració, 2 d'empreses financeres, 1 d'una empresa immobiliària, 5 d'empreses de serveis, 3 d'entitats de l'administració pública i 3 d'empreses classificades com a «altres activitats de serveis».
Dels 10 establiments de servei als particulars que hi havia el 2009, 1 era un taller de reparació d'automòbils i de material agrícola, 1 paleta, 1 guixaire pintor, 3 fusteries, 1 lampisteria, 2 electricistes i 1 perruqueria.
L'únic establiment comercial que hi havia el 2009 era una botiga d'electrodomèstics.
L'any 2000 a Éterville hi havia 5 explotacions agrícoles.

## Equipaments sanitaris i escolars
El 2009 hi havia 1 escola maternal i 1 escola elemental.

## Poblacions més properes
El següent diagrama mostra les poblacions més properes.